# Ранко
Ра̀нко (на италиански: Ranco; на ломбардски: Ransc, Ранш) е село и община в Северна Италия, провинция Варезе, регион Ломбардия. Разположено е на 214 m надморска височина, на източния бряг на езеро Лаго Маджоре. Населението на общината е 1291 души (към 2018 г.).